# سلبی‌تپه
سلبی تپه مربوط به آغاز هزاره اول قم است و در شهرستان شهریار، بخش ملارد، روستای گمرگان واقع شده و این اثر در تاریخ ۱۱ شهریور ۱۳۸۲ با شمارهٔ ثبت ۹۹۰۶ به‌عنوان یکی از آثار ملی ایران به ثبت رسیده است.